# Avec maman
Pour les articles homonymes, voir Maman.
Avec maman est une œuvre de fiction sortie le 13 février 2014, écrite par Alban Orsini sous forme de textos et qui retrace l'histoire d'un fils et sa mère. C'est le premier roman rédigé en textos, il est qualifié de "roman-texto".

## Origines de l'œuvre
Un jour, la mère d'Alban Orsini a acheté un téléphone intelligent, il s'ensuit alors des échanges entre l'auteur et sa mère, c'est cette relation d'une mère et son fils qui a inspiré Alban Orsini. Ainsi naît en février 2013 un tumblr, se présentant sous la forme de copies d'écran fictives reprenant les échanges de textos entre une mère et son fils.

## Critiques
La lecture est à la fois divertissante et un peu triste. L’histoire oppose un fils, qui maîtrise les nouvelles technologies et qui cherche son indépendance mais qui a encore besoin de ses parents, et une "mère poule" en phase d'apprentissage de son téléphone. L'œuvre est appréciée pour son format, son originalité, son humour, sa facilité de lecture ainsi que la possibilité de se reconnaître dans les personnages.